# 박영준 (조선)
박영준(朴永俊, 1510년 ~ 1576년 1월 9일)은 조선 중기의 문신으로, 본관은 고령(高靈), 자는 언이(彦而)이다.

## 생애
1540년(중종 35) 식년시에 급제해서 부수찬에 임명되었고 이후 병조좌랑, 호조정랑, 사간원헌납을 거쳐서 이조좌랑이 되었다. 이후에는 홍문관부교리, 홍문관교리를 거쳐서 병조정랑과 이조정랑을 지냈으며 의정부사인과 사복시정을 거쳐서 1553년에 홍문관직제학으로 승진했고 이후 1554년에 병조참지가 되어 당상관에 올랐다. 이후 청홍도관찰사, 동부승지를 거쳐서 1555년에는 우부승지가 되었으며 우승지를 지낸 뒤에 1557년에는 공조참판으로 승진했다. 이후 1557년에 황해도관찰사가 되고 1559년에는 사간원대사간에 임명되었다. 이후 1560년에 홍문관부제학이 되었고 1561년에는 이조참판에 임명되었으며 1562년에는 사헌부대사헌에 임명되었으며 1563년에는 예조참판으로 옮겼다가 다시 사간원대사간에 제수되었다. 1564년에는 병조참판으로 임명되었다가 곧 다시 사간원대사간으로 자리를 옮겼고 이후 다시 이조참판을 거쳐서 정경의 반열에 올라서 형조판서가 되었으며 1565년에는 예조판서로 옮겼다가 지중추부사에 제수되었다. 이후 공조판서를 거쳐서 사헌부대사헌으로 옮겼다가 선조 즉위 후에는 우참찬과 좌참찬을 지냈고 이후에는 다시 대사헌으로 특진관을 겸하다가 예조판서, 이조판서, 공조판서를 거쳐서 다시 우참찬이 되었고 벼슬은 우찬성에 이르렀다.